# اندیس خواجه مراد (میکا)
خواجه مراد (میکا) یک اندیس غیرفلزی است که در حوالی شهر مشهد استان خراسان قرار دارد و مادهٔ معدنی موجود در آن، میکا است.  